# دولت تایلند
دولت تایلند، با نام رسمی دولت سلطنتی تایلند (به تایلندی: รัฐบาลไทย)، دولت واحد پادشاهی تایلند است. این کشور به عنوان یک دولت ملی مدرن پس از تأسیس سلسله چاکری و شهر بانکوک در سال ۱۷۸۲ ظهور کرد. انقلاب ۱۹۳۲ به سلطنت مطلقه پایان داد و پادشاهی مشروطه را جایگزین آن کرد.